# Rissopsis
Rissopsis is een geslacht van weekdieren uit de klasse van de Gastropoda (slakken).

## Soorten
- Rissopsis prolongata (Turton, 1932)
- Rissopsis tuba Kilburn, 1977
- Rissopsis typica Garrett, 1873